# William Bodham Donne
William Bodham Donne (29 de julio de 1807 - 20 de junio de 1882), fue un periodista inglés, conocido también como bibliotecario y censor teatral.

## Biografía
Su padre Edward Charles Donne era médico y su abuelo, un eminente cirujano en Norwich. El poeta John Donne también era su antepasado directo. William Bodham Donne fue educado en la escuela primaria de Bury St. Edmunds, donde formó amistades duraderas con sus compañeros de escuela James Spedding, el poeta Edward Fitzgerald (traductor de Omar Jayam) y el académico e historiador John Mitchell Kemble. Su amistad con la familia Kemble le ayudó a centrar su atención en el drama teatral. 
Asistió al Caius College, en Cambridge, pero sus escrúpulos de conciencia en contra de hacer las pruebas religiosas que le imponían, le impidieron graduarse. Después de dejar Cambridge, se retiró a Mattishall, cerca de East Dereham, Norfolk, propiedad de la señora Anne Bodham, su tía abuela y prima de William Cowper. Aquí se casó el 15 de noviembre de 1830 con Catharine Hewitt. En 1846 se mudó a Bury St. Edmunds para favorecer la educación de sus hijos. Aquí se hizo íntimo de John William Donaldson, entonces director de la escuela. Otros amigos fueron Bernard Barton, Henry Crabb Robinson y George Borrow.
Fue miembro de los Apóstoles de Cambridge y miembro del Sterling Club.
Después de dejar Cambridge, la elección de una carrera resultó problemática para Donne, pero bien conectado como estaba, les pidió a sus amigos que le buscaran para trabajar sobre una obra literaria. En 1852 Donne declinó la dirección editorial de la Edinburgh Review, sobre todo porque sus hábitos de vida eran demasiado retirados para mantenerlo al corriente de la opinión pública. En el mismo año aceptó el cargo de bibliotecario de la London Library. En 1857 renunciaría a ese cargo para convertirse en censor de obras de teatro en el departamento del lord chamberlain, sucediendo en el cargo a su amigo J. M. Kemble, fallecido ese mismo año. Anteriormente ya había ejercido como adjunto de Kemble. Ocupó este cargo hasta 1874, cuando fue sucedido por el Sr. Pigott. Murió el 20 de junio de 1882.

## Obras
Los escritos de Donne se enfocaron en las publicaciones periódicas, como colaborador las principales revistas, incluidas Edinburgh, Fraser's Magazine o la British and Foreign Review, de la que era editor su amigo Kemble. También fue colaborador de Saturday Review y escribió algunos artículos en la Bentley's Quarterly Review (1859–60), cuando era editada por Robert Gascoyne-Cecil.
Como erudito del mundo clásico, Donne publicó en 1852 Old Roads y New Roads, que enfrentaba la literatura clásica y la historia moderna. Sus Essays on the Drama, recopilados de publicaciones periódicas, se publicaron en 1858 y alcanzaron una segunda edición en 1863. Escribió los volúmenes de Euripides y Tacitus para la serie Ancient Classics for English Readers (Antiguos Clásicos para lectores ingleses) (editorial William Blackwood and Sons). Como crítico de teatro, Donne expresó reservas sobre las tendencias contemporáneas, en la dirección de una mayor precisión histórica y hacia una representación concreta, en lugar de confiar en la imaginación.
En 1867 Donne editó las Letters of George III to Lord North (Cartas de George III a Lord North) e hizo importantes contribuciones a los diccionarios clásicos de William Smith, como en el A Dictionary of Greek and Roman Geography de Smith (con su acrónimo WBD), y una selección de escritores clásicos para John Weale.